# Sportovec roku 1971

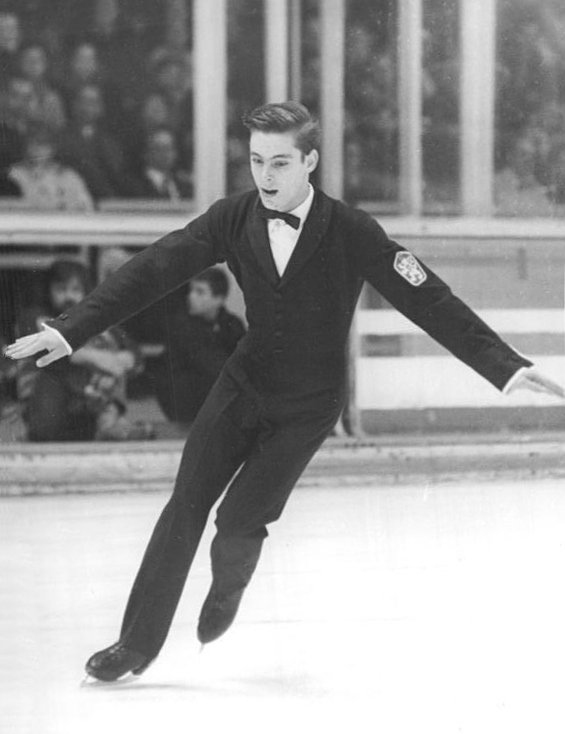
Ondrej Nepela

Sportovec roku 1971 byl třináctý ročník ankety sportovních novinářů o nejlepšího sportovce Československa. Vítězem se stal krasobruslař Ondrej Nepela, který toho roku získal titul mistra světa. Stal se prvním slovenským vítězem ankety v její historii.

## První desítka
1. Ondrej Nepela (krasobruslení)
2. Jan Kodeš (tenis)
3. Ludvík Daněk (atletika)
4. Jan a Jindřich Pospíšilové (kolová)
5. běžecká štafeta 4×100 m  (Ladislav Kříž, Juraj Demeč, Jiří Kynos a Luděk Bohman)
6. Petr Sodomka (vodní slalom)
7. Dušan Moravčík (atletika)
8. Jiří Raška (skoky na lyžích)
9. Květoslav Mašita (motorismus)
10. Ondrej Hekel (vzpírání)